# Distrito histórico de North Shore (Miami Beach)
El Distrito histórico de North Shore  es un distrito histórico ubicado en Miami Beach, Florida. El Distrito histórico de North Shore se encuentra inscrito como un Distrito Histórico en el Registro Nacional de Lugares Históricos desde el 18 de noviembre de 2009.  

## Ubicación
El Distrito histórico de North Shore se encuentra dentro del condado de Miami-Dade en las coordenadas 25°51′50″N 80°07′29″O / 25.863889, -80.124722.